# Privatizzazioni in Italia
Le privatizzazioni in Italia indicano il processo della dismissione di alcune partecipazioni statali in Italia e della privatizzazione di un dato settore economico e di alcuni servizi pubblici, avviato agli inizi degli anni 1990. Esse hanno interessato una trentina di aziende. Particolarmente discussa, con diverse voci critiche, è stata la privatizzazione del settore telefonico (e di Telecom), definita "la madre di tutte le privatizzazioni".

## Storia
Poco dopo la firma del trattato di Maastricht, la prospettiva delle privatizzazioni in Italia fu discussa sullo Yacht Britannia di proprietà della corona del Regno Unito, che il 2 giugno 1992 era ormeggiato al porto di Civitavecchia, in attesa di imbarcare ospiti importanti per una piccola crociera verso l’isola del Giglio, in un convegno organizzato da IFIL. Nel luglio del 1992 il governo Amato I trasformó l'IRI in una società per azioni, le prime dismissioni delle partecipazioni pubbliche iniziarono con la vendita della partecipazione in "Cementir Holding" nello stesso anno e quella del 1993 del Credito Italiano, seguite dalla privatizzazione del gruppo SME, azienda pubblica controllata dall'IRI con una quota del 64%. Nel luglio 1993, con la prima tranche della privatizzazione, relativa al settore surgelati e a quello dolciario del gruppo SME, il gruppo svizzero Nestlé acquisisce i marchi Motta, Alemagna, La Cremeria, Antica Gelateria del Corso, Maxicono, Surgela, Marefresco, La Valle degli Orti, Voglia di pizza, Oggi in Tavola.
All'interno del fenomeno è da annoverare la contrattualizzazione del pubblico impiego in Italia all'inizio degli anni 1990, seguita poi da altri interventi nei decenni successivi in molti settori, come, ad esempio, la liberalizzazione del trasporto ferroviario e la liberalizzazione del mercato del gas. Nel periodo compreso dal 1991 al 2001 molte aziende sono state privatizzate, tra le quali l'Eni, di cui Goldman Sachs acquisì l'intero patrimonio immobiliare, e quelle controllate dall'IRI, tra cui la SME (agroalimentare).

## Settori interessati

### Telecomunicazioni
La strategia di privatizzazione di Telecom Italia era stata concepita dal presidente dell'IRI, Prodi, come modello per tutte le altre, perciò definita da quest'ultimo anche la "madre di tutte le privatizzazioni" italiane. Le intenzioni di Prodi e Ciampi nel 1997 prevedevano un ampio azionariato popolare a fronte di un "nocciolo duro" di controllo: questa strategia venne però elusa da un'opa ostile da parte di una cordata guidata da Roberto Colaninno, spesso riferita come "la scalata del secolo", che si concluse con un risultato esattamente opposto, ovvero un forte accentramento di potere che sfruttò i vuoti del testo unico della finanza.
Nel 1994 venne creata Telecom Italia dalla fusione delle cinque aziende operanti sul mercato telefonico (SIP, Iritel, Italcable, Telespazio e SIRM); nel 1997 la STET, azionista di maggioranza di Telecom Italia Mobile con il 63%, venne fusa con Telecom per favorirne la privatizzazione. Nel 1999 avvenne la scalata da parte della cordata di Colaninno, supportata da banche internazionali, che ottiene il controllo del 51.02% dell'azienda tramite una catena di controllo con a capo una finanziaria lussemburghese, scalata non ostacolata dal governo in carica, D'Alema I, che rinuncia ad esercitare la "golden share": la grande massa di debiti creati dai soggetti acquisitori venne poi scaricata sul soggetto acquisito, finendo per comprometterne l'equilibrio di bilancio e la redditività: ancora dopo oltre due decenni permane un grande indebitamento a fronte del dimezzamento delle dimensioni del gruppo. Il "Lex Column" del britannico Financial Times, nel 1999, definì l'operazione di trasferimento della quota di Telecom Italia in TIM alla Tecnost una "rapina in pieno giorno" ("daylight robbery") ai danni dei piccoli azionisti. Anche l'economista e premio Nobel Paul Samuelson ha criticato queste operazioni Olivetti-Telecom, paragonandole a "scommesse" e alle pericolose operazioni dei fondi speculativi americani degli anni Novanta. Le critiche del Financial Times a questa serie di operazioni su Telecom, ribadite in diverse occasioni nello spazio di diversi anni, riguardarono la fragilità intrinseca del sistema utilizzato delle "scatole cinesi", nonché i forti contraccolpi subiti dai piccoli azionisti, sommati a perplessità di natura fiscale. L'autorevole testata ha esteso le critiche anche a quanto stava avvenendo su STET. Già la prima scalata ha generato un debito, prima estremamente ridotto, quantificabile in oltre 30 miliardi di Euro. La redditività del gruppo, fino al 1999 beneficiaria delle regole di protezione strategica del mercato delle telco, venne infatti nuovamente e definitivamente compromessa all'indomani della liberalizzazione del 1998. Nel 2001 venne effettuata una seconda acquisizione da parte della Pirelli di Tronchetti Provera. Rimane il fatto che già a partire dalla prima scalata venne definitivamente compromessa la governabilità del gruppo Telecom e la strategia industriale di lungo periodo. Infatti, fino a quel momento aveva dimostrato un'eccellenza riconosciuta a livello internazionale, avendo alle spalle e ancora in cantiere numerose innovazioni sia sul fronte del business che nella ricerca e sviluppo tecnologica applicata.

### Energia elettrica
La liberalizzazione del mercato dell'energia elettrica si è realizzata in Italia per effetto del decreto legislativo del 16 marzo 1999 n. 79, che ha recepito la direttiva n. 96/92/CE del 19 dicembre 1996, concernente norme comuni per il mercato interno dell'energia elettrica. Noto come decreto Bersani (da Pier Luigi Bersani, all'epoca ministro dell'Industria), il decreto legislativo n. 79 del 1999 ha stabilito che sono completamente libere le attività di produzione, importazione, esportazione, acquisto e vendita di energia elettrica, mentre le attività di trasmissione e dispacciamento sono riservate allo Stato, che le attribuisce in concessione alla gestore dei servizi energetici in qualità di Gestore della rete di trasmissione nazionale (GRTN).
Ai sensi della legge, per trasmissione si intende l'attività di trasporto e trasformazione dell'energia elettrica sulla rete interconnessa ad alta tensione, mentre dispacciamento è l'attività diretta ad impartire disposizioni per l'utilizzazione e l'esercizio coordinato degli impianti di produzione, della rete di trasmissione e dei servizi ausiliari. Il GRTN provvede a connettere alla rete di trasmissione nazionale tutti i soggetti che ne facciano richiesta, nel rispetto di determinate regole tecniche e di condizioni tecnico-economiche di accesso e di interconnessione fissate dall'autorità per l'energia elettrica e il gas. Inoltre, il GRTN fornisce ai soggetti responsabili di ogni altra rete dell'Unione europea interconnessa con la rete di trasmissione nazionale le informazioni necessarie per garantire il funzionamento sicuro ed efficiente, lo sviluppo coordinato e l'interoperabilità delle reti interconnesse.
La distribuzione è il trasporto e la trasformazione di energia elettrica su reti di distribuzione a media e bassa tensione per le consegne ai clienti finali. L'attività di distribuzione viene svolta da imprese che operano sulla base di concessioni rilasciate dallo Stato. L'attività di vendita dell'energia elettrica è esercitata dai cosiddetti clienti grossisti, che acquistano e vendono energia elettrica senza esercitare attività di produzione, trasmissione e distribuzione.
Il decreto Bersani individua la figura del cliente idoneo come la persona fisica o giuridica che ha la capacità di stipulare contratti di fornitura con qualsiasi produttore, distributore o grossista sia in Italia sia all'estero, in riferimento a soglie di consumo, inizialmente fissate in 30 GWh/anno, poi ridotte a 20 (dal 1º gennaio 2000), a 9 (dal 1º gennaio 2002). A decorrere dal 1º luglio 2004 è cliente idoneo ogni cliente finale non domestico. Dal 1º luglio 2007 sarà cliente idoneo ogni cliente finale, realizzandosi così la liberalizzazione completa del settore.

### Gas naturale
La liberalizzazione del mercato del gas si è realizzata in Italia per effetto del decreto legislativo del 23 maggio 2000 n. 164, che ha recepito la direttiva n. 98/30/CE del 28 giugno 1998, relativa a norme comuni per il mercato interno del gas naturale. Noto come decreto Letta (da Enrico Letta, all'epoca ministro dell'industria, del commercio e dell'artigianato), il decreto legislativo n. 164/2000 ha stabilito che sono completamente libere le attività di importazione, trasporto e dispacciamento, distribuzione e vendita di gas naturale.
Il dispacciamento è l'attività diretta ad impartire disposizioni per l'utilizzazione e l'esercizio coordinato degli impianti di coltivazione, di stoccaggio, della rete di trasporto e di distribuzione e dei servizi accessori. Il trasporto è il vettoriamento di gas naturale attraverso la rete di gasdotti, esclusi quelli di coltivazione e le reti di distribuzione. La distribuzione è il trasporto di gas naturale attraverso reti di gasdotti locali per la consegna ai clienti, mentre la fornitura è la consegna o la vendita di gas.
L'attività di vendita è incompatibile con quella di trasporto o distribuzione: anche nel caso del gas viene individuata nel cliente grossista la persona fisica o giuridica che acquista e vende gas. I clienti idonei erano stati individuati nelle imprese produttrici di energia elettrica e in quelle che acquistano il gas per la cogenerazione di energia elettrica e calore, indipendentemente dalla soglia di consumo. Per le altre imprese era stata fissata una soglia di acquisto pari a 200 000 Smc/anno. A decorrere dal 1º gennaio 2003, tutti i clienti sono idonei, per cui anche gli utenti domestici possono scegliersi il fornitore che offre le condizioni più convenienti.

### Trasporti
La direttiva dell'Unione Europea 91/440/CEE ha posto le basi per la liberalizzazione del settore, stabilendo la separazione contabile tra la gestione dell'infrastruttura e quella dei servizi di trasporto.

### Finanza
Le privatizzazioni bancarie in Italia hanno portato all'aumento della produttività del settore grazie anche alla concentrazione degli operatori, come in Germania e altri Paesi europei.

## Cronologia
Le privatizzazioni furono realizzate tramite opportuni decreti che cambiavano la forma societaria delle aziende statali. In particolare:
- sulla base delle disposizioni dettate in materia di trasformazione degli enti pubblici economici contenute nell'art. 1 del D.L. 5 dicembre 1991 n. 386, convertito nella legge 29 gennaio 1992 n. 35, (trasformazione degli enti pubblici economici, dismissione delle partecipazioni statali ed alienazione di beni patrimoniali suscettibili di gestione economica) gli enti di gestione delle partecipazioni statali e gli altri enti pubblici economici, nonché le aziende autonome statali, possono essere trasformati in società per azioni (art. 1, 1° co, D.L. 5 dicembre 1991, n. 386);
- con il decreto n. 386/1991 il governo ha stabilito, per la disciplina degli enti trasformati in società per azioni (enti di gestione delle partecipazioni statali e altri enti pubblici economici, nonché aziende autonome statali), un rinvio di disciplina alla fonte codicistica, fatta eccezione per la revisione del bilancio di esercizio;
- il decreto del 1992 nº 333 ha trasformato in società per azioni le aziende di Stato IRI, Eni, INA ed Enel;
- l'Ente Ferrovie dello Stato (già ente pubblico economico istituito con la legge 17 maggio 1985 n. 210) è stato trasformato in società per azioni in forza della deliberazione C.I.P.E. del 12 agosto 1992, adottata a norma dell'art. 18 del D.L. 11 luglio 1992 n. 333, convertito nella legge 8 agosto 1992 n. 359;
- con deliberazioni in data 18 febbraio 1993 e 2 aprile 1993, il C.I.P.E. ha stabilito i criteri per la trasformazione in società per azioni dell'Azienda autonoma dei monopoli di Stato e i criteri generali di riassetto del settore delle telecomunicazioni;
- in data 30.12.1993 ha trovato conferma con delibera del Consiglio dei ministri, la dismissione totale della quota detenuta dell'IRI nel Credito Italiano e di quella detenuta dall'ENI nel Nuovo Pignone. Ulteriore delibera del Consiglio dei Ministri ha disposto la dismissione da parte dell'ENI delle società controllate Agip e Snam, previa quotazione in borsa delle stesse;
- con direttiva del 30 giugno 1993. il presidente del Consiglio dei ministri Carlo Azeglio Ciampi ha proceduto alla dismissione delle partecipazioni detenute dal tesoro in Banca Commerciale Italiana, Credito italiano, Enel, IMI, STET, INA e Agip;
- il D.L. n. 332 del 31.5.1994, conv. in l. n. 474 del 30.7.1994, ha unificato la normativa in tema di dismissione di partecipazioni dello Stato e degli enti pubblici in società per azioni;
- la legge 8 agosto 2002, n. 178, ha disposto, all'art. 7, la trasformazione dell'Ente nazionale per le strade ANAS in società per azioni;
- il decreto legislativo 18 novembre 1997, n. 426 ha proceduto alla trasformazione dell'ente pubblico "Centro sperimentale di cinematografia" nella fondazione "Scuola nazionale di cinema";
- il D.lgs. 29 gennaio 1998, n. 19 ha disposto la trasformazione dell'ente pubblico "La Biennale di Venezia" in persona giuridica privata denominata “Società di cultura La Biennale di Venezia”, a norma dell'articolo 11, comma 1, lettera b), della L. 15 marzo 1997, n. 59;
- il D.lgs. 29 ottobre 1999, n. 419, art. 2 co. 1 tab. all. A, ha autorizzato la privatizzazione dell'intero sistema dei seguenti enti pubblici, divenuti principalmente fondazioni: Giunta centrale per gli studi storici e i relativi quattro istituti (Istituto italiano per la storia antica, Istituto storico italiano per il medio evo, Istituto storico italiano per l'età moderna e contemporanea, Istituto per la storia del Risorgimento italiano), Deputazioni e società di storia patria, Istituto italiano di numismatica, Ente per le ville vesuviane, Vittoriale degli Italiani, ente "Casa di Oriani", Centro nazionale di studi leopardiani, Istituto di studi filosofici "Enrico Castelli", Istituto italiano per la storia della musica, Istituto italiano di studi germanici (Roma), Istituto nazionale di studi verdiani  (Parma), Centro nazionale di studi manzoniani (Milano), ente "Casa Buonarroti", (Firenze), ente "Domus Galileana" (Pisa), istituto "Domus Mazziniana" (Pisa), Centro nazionale di studi alfieriani (Asti), Istituto nazionale di studi sul rinascimento (Firenze), Istituto nazionale per la storia del Movimento di liberazione in Italia (Milano), Istituto nazionale di archeologia e storia dell'arte (Roma), Centro internazionale di studi di architettura "Andrea Palladio" (Vicenza), Istituto internazionale di studi giuridici (Roma), Centro italiano di studi sull'alto medioevo (Spoleto), Erbario tropicale di Firenze, Ente nazionale della cinofilia italiana.

## L'analisi della Corte dei Conti del 2010
Con un documento, pubblicato il 10 febbraio 2010, la Corte dei Conti ha reso pubblico uno studio nel quale elabora la propria analisi sull'efficacia dei provvedimenti adottati.
Il giudizio, che rimane neutrale, segnala sì un recupero di redditività da parte delle aziende passate sotto il controllo privato; un recupero che, tuttavia, non è dovuto alla ricerca di maggiore efficienza quanto piuttosto all'incremento delle tariffe dei servizi interessati (come energia, autostrade, banche) ben al di sopra dei livelli di altri paesi europei. A tale aumento, inoltre, non avrebbe fatto seguito alcun progetto di investimento volto a migliorare i servizi offerti.
Più secco è invece il giudizio sulle procedure di privatizzazione, che: